# 11569 Virgilsmith
11569 Virgilsmith là một tiểu hành tinh vành đai chính với chu kỳ quỹ đạo là 2001.2058377 ngày (5.48 năm).
Nó được phát hiện ngày 27 tháng 5 năm 1993.